# Helge Jacobsen
Helge Jacobsen (24. december 1882 i København – 21. juni 1946 i Rungsted) var søn af brygger Carl Jacobsen og Ottilia (født Stegmann) og i en årrække direktør for Ny Carlsberg Glyptotek. Bror til Vagn Jacobsen.
Efter sønnen Alfs død som tiårig var Helge Jacobsen den ældste søn. Han gik i skole i Birkerød og studerede brygning i England, Wien og Pilsen. Han tog bryggereksamen fra Wahl-Henius Institute i Chicago og Weihenstephan i Bayern. 1908-09 studerede han kunst i Paris.
Kunstinteressen gjorde, at han ikke overtog direktørposten for Carlsberg, men overlod denne til broderen Vagn. I stedet var han således efter Carl Jacobsens død 1914-1925 direktør for Ny Carlsberg Glyptotek samt bestyrelsesmedlem i sammes bestyrelse og i Ny Carlsbergfondet. Derefter var han formand for museets bestyrelse, mens Frederik Poulsen blev museumsdirektør. Han var formand for Ny Carlsbergfondet og legatet Albertina, medlem af bestyrelsen for Kunstindustrimuseet, Kunstforeningen, Dansk Kunstmuseumsforening, Foreningen Fransk Kunst, Danske Studenters Roklubs Venner samt Katholsk Klub. Han blev overordentligt medlem af Kunstakademiet 1935. 
Han var Ridder af Dannebrogordenen 1924, Dannebrogsmand 1927 og Kommandør af 2. grad 1939. Han bar også flere udenlandske ordener, bl.a. Æreslegionen.
Han blev gift 22. april 1908 med Constance Josephine Ross Cundell, datter af den skotske bankier John Ross Cundell og hustru født Larnach. Han konverterede til katolicismen og er begravet på Vestre Katolske Kirkegård.
Helge Jacobsen boede i Villa Nympha, Fredheimsvej 9 i Vedbæk, som han lod opføre 1930-31 ved Carlsbergs arkitekt Carl Harild. Haven var anlagt af G.N. Brandt. Villaen er i dag ombygget.